# Albert Schnyder
Albert Schnyder (* 9. September 1898 in Delsberg; † 28. Mai 1989 ebenda, heimatberechtigt in Roggwil) war ein Schweizer Maler und Grafiker.

## Leben
Albert Schnyder, gebürtiger Delsberger, Sohn des Lokomotivführers Albert Schnyder senior und der Suzanne geborene Blaser, absolvierte zunächst eine Lithografenlehre in Bern, bevor er 1918 an die Gewerbeschule nach Basel wechselte und bei Arnold Fiechter und Albrecht Mayer studierte. 
Nach seinem Abschluss 1921, lernte Schnyder während Studienaufenthalten in München, Berlin und  durch die meisten grösseren deutschen Städte. Dort lernte er die Werke der Kubisten und Expressionisten kennen, bevor er sich 1924 endgültig in Delsberg niederliess und sich malerisch mit der Juralandschaft auseinandersetzte. 1929 reiste Schnyder zum ersten Male nach Südfrankreich und Paris. Weitere Reisen folgen nach Belgien, italien und England.
Ab 1930 konnte Schnyder seine Werke an wichtige Sammlungen verkaufen. Über die Kontakte mit den Sammlern entwickelte sich eine Freundschaft mit Paul Klee. 1934 gründeten die Brüder Coghuf und Hans Stocker, zusammen mit Schnyder, Max Hunziker, Max Gubler, Heinz Haefliger, Max Hegetschwiler und Paul Speck die eher konservative, kurzlebige Schweizer Künstlervereinigung «BBZ 8».
In der Folge stärkten freundschaftliche Kontakte zu bedeutenden Sammlern wie Walter und Gertrud Hadorn, Othmar Huber, den Kunsthalle- und Museumsleitern Lucas Lichtenhan, Georg Schmidt und Max Huggler, zum Kunsthistoriker Paul Hofer sowie dem französischen Maler Marcel Gromaire, neben seinen seit den 1940er Jahren erfolgreichen Ausstellungsbeteiligungen, Albert Schnyders Position in der schweizerischen Kunstszene wesentlich.
1948 vertrat er überraschend mit René Auberjonois die Schweiz an der XXI. Biennale in Venedig. Der 1978 zum Ehrenbürger von Delsberg ernannte Schnyder – er heiratete 1936 Hélène, die Tochter des  Polizisten Joseph Jemelin, – verstarb am 28. Mai 1989 in Delsberg.

## Wirken
Schnyders Frühwerk, das er grösstenteils zerstörte, war beeinflusst von der naiven Kunst sowie dem Kubismus. In der darauf folgenden Schaffensperiode verlegte Schnyder sich auf das Malen jurassischer Landschaften, wobei er eine unverkennbare figurative Bildsprache entwickelte. Die Landschaften sind eher karg gehalten und geben melancholische Stimmungen wieder. Weitere bevorzugte Motiven sind Menschen oder Pferde aus seiner Umgebung. Seine Werke befinden sich in verschiedenen Museen und Privatsammlungen der Schweiz.

## Werke (Auswahl)
- Plage en Normandie. 1933
- St. Ursanne Brücke. 1934
- Buben am Bach. 1939–1940
- Sägerei an der Sorne. 1943
- In den Freibergen. 1947
- Wandgemälde im Chor der Chapelle de Montcroix (Delsberg). 1950–1953[3]
- Wandgemälde Bassecourt, autrefois-aujourd hui. Schule in Bassecourt. 1955[4]
- Paysage aus ciel gris. 1957
- Paysage au Clos du Doubs. 1964
- Sombre journée. 1966–1967
- Paysage bleu-vert. 1967

## Ausstellungen (Auswahl)
- 1945: Kunstmuseum Winterthur. Albert Schnyder – Ernst Suter – Rudolf Zender
- 1966: Stadthaus Olten. „Fünf Maler und der Jura“. Hans Berger, Coghuf, Karl Glatt, Lermite, Albert Schnyder
- 2004: Kunstmuseum Bern. Albert Schnyder 1898–1989. A la croisée des chemins
- 2004/2005: Museum Oskar Reinhart am Stadtgarten, Winterthur. dito
- 2015 Höchhus Steffisburg, Kunstsammlung Hans & Marlis Suter: Albert Schnyder und Fred Stauffer